# Ateneu de Pèrgam
Ateneu de Pèrgam (grec antic: Ἀθηναῖος, Athēnaĩos, llatí: Athenæus) fou príncep de Pèrgam fill del rei Àtal I i d'Apol·lònies.
El seu nom no consta amb gaire freqüència en els esdeveniments del seu temps. Se sap que va ser enviat com a ambaixador dels seus germans Èumenes II i Àtal II diverses vegades, sempre a Roma, tal com diuen Polibi i Titus Livi.